# Jonathan Palmer
Jonathan Charles Palmer (London, Engleska, 7. studenog 1956.) je bivši britanski vozač automobilističkih utrka i otac Jolyona Palmera. Godine 1981. osvojio je naslov prvaka u Britanskoj Formuli 3. U Europskoj Formuli 2 je nastupao 1982. i 1983. za momčad Ralt Racing. U prvoj sezoni osvojio je postolje na Doningtonu, te s deset bodova zauzeo deveto mjesto u konačnom poretku vozača. Sljedeće je 1983., sa šest pobjeda na Hockenheimringu, Doningtonu, Misanu, Pergusi, Zolderu i Mugellu, osvojio naslov prvaka. U Formuli 1 je nastupao od 1983. do 1989. Debitirao je u Williamsu na Velikoj nagradi Europe, kao treći vozač uz Kekea Rosberga i Jacquesa Laffitea, a sljedeće 1984. je odvezao prvu punu sezonu. Najbolji rezultat je ostvario na Velikoj nagradi Australije 1987. kada je u bolidu Tyrrell-Ford Cosworth osvojio četvrto mjesto. Na utrci 24 sata Le Mansa je upisao šest nastupa od 1983. do 1991. Najbolji rezultat je ostvario 1985. kada je u bolidu Porsche 956 B za momčad Richard Lloyd Racing, zajedno sa suvozačima Jamesom Weaverom i Richardom Lloydom, osvojio drugo mjesto. Godine 1984. pobijedio je na utrci 1000 km Brands Hatcha, zajedno sa suvozačem Janom Lammersom, a 1987. je pobijedio na utrci 200 milja Norisringa sa suvozačem Maurom Baldijem u bolidu Porsche 962.
Nakon završetka trkaće karijere 1993. godine mjenja rano preminulog Jamesa Hunta kao stručnog sukomentatora pored Murrayja Walkera na BBC-u sve do 1996. kada gube televizijska prava za prijenos utrka F1.

## Vanjske poveznice
- Geoff Lees - Driver Database
- Geoff Lees - Stats F1
- All Results of Jonathan Palmer - Racing Sports Cars